# Kien Svay
Kien Svay (tiếng Khmer: ស្រុកគៀនស្វាយ) là một huyện (srok) thuộc tỉnh Kandal, Campuchia. Huyện được chia thành 12 xã (khum) và 46 làng (phum).
Các xã, thị trấn của huyện Kien Svay, gồm:
- Banteay Daek (Tháp sắt): Khsom, Kandal Leu (Kandal Thượng), Kandal Kraom (Kandal Hạ)
- Chheu Teal: Ruessei Srok, Chheu Teal, Preaek Svay, Srae Ampil
- Dei Edth: Popeal Khae, Dei Edth Kaoh Phos, Sdau Kanlaeng
- Kampong Svay: Preaek Doung, Kampong Svay, Preaek Ta Nob
- Kbal Kaoh: Chrouy Ampil, Yok Bat, Preaek Thum
- Kokir: Tuol Tnaot, Ta Reab Doun Sa, Slab Ta Aon, Chanlak
- Kokir Thum: Pou Miev, Kokir Thum, Reang Dek, Kaoh Dechou
- Phum Thum: Kaoh Prak, Phum Thum, Roteang
- Preaek Aeng: Kbal Chrouy, Ta Prum, Mitakpheap, Tuol Ta Chan, Chong Preaek, Roboah Angkanh
- Preaek Thmei: Campuh K'aek, Kaoh Krabei, Preaek Thmei
- Samraong Thum: Chey Otdam, Preaek Ta Kaev, Chrouy Dang, Stueng, Preaek Traeng, Samraong K'aer
- Veal Sbov: Kdei Ta Koy, Veal Sbov, Svay Ta Ok, Preaek Cheang Prum